# Franz Arnold von Vittinghoff gen. Schell
Franz Arnold von Vittinghoff gen. Schell (* 10. März 1754; † nach 1810) war Domherr in Paderborn. Er war für das Amt eines Domherrm in Münster nominiert. Das Domkapitel verweigerte die Einsetzung in das Amt.

## Leben

### Herkunft und Familie
Franz Arnold von Vittinghoff gen. Schell entstammte dem westfälischen Adelsgeschlecht von Vittinghoff. Die Sprossen der Familie bekleideten hohe Ämter in Kirche, Militär und Verwaltung. So stellten die Freiherrn von Vittinghoff von 1456 bis zur Säkularisation im Jahre 1803 die Erbdrosten im Stift Essen. Franz Arnold war der Sohn des Hermann Arnold von Vittinghoff gen. Schell und seiner Gemahlin Maria Benigna von Galen zu Ermelinghof, Tochter des Christoph Bernhard von Galen zu Ermelinghof und Anna Maria von Falkenstein. Sein Bruder Clemens August (* 1746, war mit Maria Theresia von Merveldt verheiratet), Karl Friedrich war Subdiakon sowie Domherr in Hildesheim, Münster und Osnabrück.

### Wirken
Mit dem Erhalt der Tonsur am 17. September 1766 wurde Franz Arnold auf ein geistliches Leben vorbereitet. Nach dem Tode des Domherrn Ferdinand Maria Joseph von Galen am 29. Mai 1800 wurde er für die Galensche Familienpräbende präsentiert. Das Domkapitel verweigerte jedoch seine Zulassung für dieses wichtige Kirchenamt. An seine Stelle verlieh der Kurfürst die Präbende an Friedrich Wilhelm Freiherr von Wolff gen. Metternich. Von 1782 bis 1810 war er Domherr in Paderborn.